# Венцислав Арсов
Венцислав Йончев Арсов е бивш български футболист, полузащитник.

## Кариера
Играл е за Левски (София) (1971 – 1972), Локомотив (София) (1972 – 1983) и Омония (Никозия, Кипър) (1983 – 1985). Има 265 мача и 38 гола в А група (253 мача с 36 гола за Локомотив и 12 мача с 2 гола за Левски). С отбора на Локомотив е шампион на България през 1978 и носител на купата на страната през 1982 г. Шампион на Кипър с Омония през 1983, 1984 и 1985 г. Има 3 мача за А националния отбор. За Локомотив има 14 мача в евротурнирите (3 за КЕШ, 4 за КНК и 8 за купата на УЕФА). За Омония (Никозия) има 6 мача и 1 гол (срещу ЦСКА) за КЕШ. След приключване на кариерата си за известно време е помощник-треньор, както и треньор на първия отбор на „червено-черните“. Работил е в Кипър, където е бил начело на Олимпиакос (Никозия) и АЕК. Помощник-треньор в Шавеш (Португалия). Бил е треньор и на Миньор (Перник), Кремиковци и Септември. В началото на 2007 г. поема предшественика на Академик – Вихър. Под негово ръководство отборът се класира на 4-то място в Западната Б група. Напуска Академик 1 мач преди края на есенния полусезон и по-късно е треньор на Люлин (София).